# Томич, Сандро
Сандро То́мич (хорв. Sandro Tomić; род. 29 октября 1972, Сплит) — хорватский футболист, вратарь, ныне — тренер.

## Тренерская карьера
После завершения карьеры работал в качестве тренера вратарей в кипрском «Неа Саламина», хорватских клубах «Сплит» и «Хайдук Сплит», венгерской Академии Пушкаша, турецких командах «Карабюкспор» (2016—2017) и «Галатасарай» (2017—2018).
В марте 2019 года назначен на должность тренера вратарей национальной сборной Туркменистана, вместе с главным тренером хорватским специалистом Анте Мише. Контракт был рассчитан на 1 год. Перед хорватскими тренерами поставлена цель развития в целом туркменского футбола, а не только национальной сборной. Однако через год хорватские специалисты покинули национальную команду в связи с истечением контракта и переносом на более поздние сроки матчей отборочного турнира Чемпионата мира 2022 года в Катаре. Сборная Туркменистана по футболу завершила год на первом месте отборочной кампании чемпионата мира-2022.

## Личная жизнь
Сын — Фабьян Томич, футболист, вратарь клуба «Спанско».
Сандро Томич владеет хорватским, английским, венгерским, турецким, туркменским и русским языками.

## Достижения
«Хайдук»
- Чемпионат Хорватии по футболу: 1994/1995
- Кубок Хорватии по футболу: 1994/95

«Дебрецен»
- Чемпионат Венгрии по футболу (2): 2004/2005, 2005/2006
- Суперкубок Венгрии по футболу: 2005, 2006

«Гонвед»
- Кубок Венгрии: 2006/2007